# 佳原萌枝
佳原萌枝（日语：／ Kahara Moe，2000年12月18日—）是日本女聲優，曾隸屬於YU-RIN PRO。舊藝名岸本萌佳。

## 演藝生涯
2021年7月1日，將藝名由「岸本萌佳」改為「佳原萌枝」。

## 配音作品

### 電視動畫
2020年
- BanG Dream!（中學生B）
- 闇影詩章（アリスファン）
- 遊戲王SEVENS

2021年
- 青梅竹馬絕對不會輸的戀愛喜劇（女学生）
- 現實主義勇者的王國重建記（巴·犬井）
- 舞伎家的料理人（舞妓）
- 死神少爺與黑女僕（貝特）
- 無職轉生～到了異世界就拿出真本事～（獸族兒童、小孩B）

2022年
- 失格紋的最強賢者（莉莉亞）
- 處刑少女的生存之道（燈里）
- 現實主義勇者的王國重建記（第2期）（巴·犬井）
- 女忍者椿的心事（蓮[2]）
- 金裝的維爾梅～瀕臨留級的學生與最強災害掉入魔法世界～（リン）
- 呆萌酷男孩（女高中生）

2023年
- 妖幻三重奏（女子）
- 帶著智慧型手機闖蕩異世界。2（布萊麗歐拉）
- 不死不運（出雲風子[3]）
- 我的新上司是天然呆（住客）

2024年
- 亦葉亦花（谷崎詩音[4]）
- 關於我轉生變成史萊姆這檔事 第3期（紅葉[5]）
- 為何我的世界被遺忘了？（希露可）
- Re:從零開始的異世界生活 3rd season（拉菲爾）
- Murder Mystery of the Dead（天野ミコト[6]）

2025年
- 不死不運 Winter篇（出雲風子[7]）

### 遊戲
2019年
- 幻獣姫（ポルターガイスト[8]）
- Dragalia Lost ～失落的龍絆～

2020年
- 怪物彈珠（2020年 - 2021年 弗拉格Jr.＆娜娜〈娜娜〉[9]、弗拉格Jr.＆優妮蒂兒〈優妮蒂兒〉[10]、絲特姆[11]）
- 鐵金剛少女Z Online（ウィング[12]）
- Re;quartz零度（2020年 - 2024年 鷹司御言[13]）
- 櫻花革命 ～綻放的少女們～（咲良篠[14]）

2021年
- 幻獸契約 Cryptract（ユースティア、男子）
- 失落的方舟（Nia[15]）
- 偶像大師 SideM 成長之星（阿斯蘭•別西卜 II世〈幼年期〉[16]）

2022年
- AZUREA-天空之歌-（おにぎり[17]）
- 東方Arcadia Record（射命丸文）
- 無期迷途（2022年 - 2023年 維多利亞、德莫莉）

2024年
- 魔導物語 菲亞與不可思議學校（艾思卡[18]
- 賽馬娘Pretty Derby（火神[19]）

## 外部連結
- 經紀公司個人資料頁 （页面存档备份，存于）（日語）
- 佳原萌枝的X（前Twitter）（日語）